# Masuguru (Nanyumbu)
Masuguru ist ein Verwaltungsbezirk (englisch Ward) des Distrikts Nanyumbu in der tansanischen Region Mtwara.

## Geografie
Masuguru liegt im Südosten von Tansania. Der größte Fluss ist der Rovuma, der die Grenze im Süden bildet. Der Bezirk grenzt im Norden an Chipuputa, im Osten an Nanyumbu, im Süden an Mosambik und im Westen und im Nordwesten an Napacho. Bei der Volkszählung 2022 lebten 8787 Menschen in 2570 Haushalten auf einer Fläche von 441 Quadratkilometern.

## Gliederung
Der Bezirk besteht aus drei Gemeinden (Mtaa) mit 17 Orten (Kitongoji):
| Masuguru - Msikitini - Chango'mbe - Muhimbili - Mtakuja - Elimu | Lukula - Mbuyuni - Tankini - Msikitini - Elimu - Bondeni - Ruvuma - Mtambaswala | Lukwika - Elimu - Bondeni - Msikitini - Kanisani - Kilimani Hewa |

## Infrastruktur
- Gesundheit: In Masuguru gibt es eine staatliche Apotheke[7]
- Verkehr: Durch den Bezirk verläuft die asphaltierte Nationalstraße T42, die in Mangaka von der T6 abzweigt und nach Mosambik führt.[8]